# Liste der Naturdenkmale in Pritzwalk
Die Liste der Naturdenkmale in Pritzwalk nennt die Naturdenkmale in Pritzwalk im Landkreis Prignitz in Brandenburg.
In den Spalten befinden sich folgende Informationen:
- Nr.: Identifizierungsnummer nach veröffentlichter Liste. Sie wird von der unteren Naturschutzbehörde des Landkreises oder der kreisfreien Stadt vergeben. Wenn sie bekannt ist, wird sie angegeben. In dieser Spalte kann sich zusätzlich das Wort Wikidata befinden, der entsprechende Link führt zu Angaben zu diesem Naturdenkmal bei Wikidata.
- Bezeichnung: Benennung des Naturdenkmals, in der Regel wird bei Bäume die Baumart genannt. Bekannte Eigennamen werden mit angegeben.
- Gemarkung: Ort oder Gemarkung, in der sich das Naturdenkmal befindet
- Lage: Nennt die Lage des Naturdenkmals im jeweiligen Ortsteil und die geografischen Koordinaten des Naturdenkmals. Link zu einem Kartenansichtstool, um Koordinaten zu setzen. In der Kartenansicht sind Naturdenkmale ohne Koordinaten mit einem roten beziehungsweise orangen Marker dargestellt und können in der Karte gesetzt werden. Denkmale ohne Bild sind mit einem blauen bzw. roten Marker gekennzeichnet, Denkmale mit Bild mit einem grünen beziehungsweise orangen Marker.
- Beschreibung: die Beschreibung des Naturdenkmales
- Schutzzweck: Erläutert den Grund der Unterschutzstellung
- Bild: Zeigt ein Bild des Naturdenkmales und gegebenenfalls ein Link zu weiteren Fotos im Medienarchiv Wikimedia Commons

## Pritzwalk
| Bild                                    | Bezeichnung                           | Lage | Beschreibung | Schutzzweck                                                                          | Nummer |
| --------------------------------------- | ------------------------------------- | --- | ------------ | ------------------------------------------------------------------------------------ | ------ |
| Direkt Bild zu diesem Denkmal hochladen | Ginkgo (Ginkgo biloba)                | Pritzwalk, Krickgärten, Kleinanlage beim Oberstufenzentrum; Flur 15, Flurstück 277 ()                                                             |              | Erhaltung und Pflege des bemerkenswert großen Exemplars mit Bedeutung für Naturkunde | 1      |
| Direkt Bild zu diesem Denkmal hochladen | Eibe (Taxus baccata)                  | Pritzwalk, Krickgärten, Kleinanlage beim Oberstufenzentrum; Flur 15, Flurstück 277 ()                                                             |              | Erhaltung und Pflege einer alten, eindrucksvollen, baumartigen Eibe                  | 2      |
| BW                                      | Eiche (Quercus robur)                 | Pritzwalk, an der Einmündung Parkstraße in die Havelberger Straße; Flur 14, Flurstück 136 (53° 8′ 51,8″ N, 12° 10′ 29,4″ O)                       |              | Erhaltung und Pflege einer alten, besonders gewachsenen und standortprägenden Eiche  | 3      |
| BW                                      | Ulme (Ulmus laevis)                   | Pritzwalk, südlicher Burgwall; Flur 15, Flurstück 109 (53° 8′ 53,8″ N, 12° 10′ 24,8″ O)                                                           |              | Erhaltung und Pflege des besonders schönen Baumes mit Bedeutung für die Naturkunde   | 4      |
| BW                                      | Buche (Fagus silvatica)               | Pritzwalk, Grünanlage am Platz des Friedens, am Gedenkstein der Explosionskatastrophe; Flur 14, Flurstück 304/1 (53° 8′ 49,7″ N, 12° 11′ 2,2″ O)  |              | Erhaltung und Pflege des besonders schönen und den Platz beherrschenden Baumes       | 5      |
| BW                                      | Platane (Platanus hybrida)            | Pritzwalk, Hof des Gymnasiums Giesensdorfer Weg; Flur 16, Flurstück 535 (53° 8′ 50,9″ N, 12° 10′ 13,7″ O)                                         |              | Erhaltung und Pflege des bemerkenswert schönen und standortprägenden Solitärs        | 6      |
| BW                                      | Kastanie (Aesculus hippocastanum)     | Pritzwalk, Grünstraße, an der Nordseite der Kirche; Flur 15, Flurstück 143 (53° 9′ 1,5″ N, 12° 10′ 33″ O)                                         |              | Erhaltung und Pflege eines sehr alten und schönen, den Platz beherrschenden Baumes   | 7      |
| BW                                      | Kastanie (Aesculus hippocastanum)     | Pritzwalk, Einmündung Hainholzweg in Meyenburger Tor; Flur 8, Flurstück 778 (53° 9′ 9,1″ N, 12° 10′ 42,1″ O)                                      |              | Erhaltung und Pflege einer bemerkenswert schönen und standortprägenden Kastanie      | 8      |
| BW                                      | 2 Eiben (Taxus baccata)               | Pritzwalk, Grünfläche an der Kreuzung Kyritzer Straße / Streesemannstraße; Flur 13, Flurstück 204 (53° 8′ 33,1″ N, 12° 10′ 37,3″ O)               |              | Erhaltung und Pflege der eindrucksvollen, buschartig gewachsenen Eiben               | 9      |
| BW                                      | Buche (Fagus silvatica „Atropunicea“) | Pritzwalk, südlich der Poliklinik in der Havelberger Straße; Flur 15, Flurstück 90 (53° 8′ 48,3″ N, 12° 10′ 28,1″ O)                              |              | Erhaltung und Pflege des besonders schönen, standortprägenden Baumes                 | 10     |
| BW                                      | Buche (Fagus silvatica)               | Pritzwalk, Meyenburger Tor, zwischen der Brauereivilla und der ehemaligen Kreisverwaltung; Flur 8, Flurstück 818 (53° 9′ 7,6″ N, 12° 10′ 42,1″ O) |              | Erhaltung und Pflege des besonders schönen, im Blickfeld stehenden Baumes            | 11     |